# Sudelfels
Der Sudelfels (Sudel: flektierte Form von sudeln) liegt auf einer Höhe von 220 Meter NHN auf dem Hirnberg an der L354 zwischen den, zur saarländischen Gemeinde Wallerfangen gehörenden, Ortschaften Ihn und Niedaltdorf im Saargau. Er ist der Fundplatz eines gallorömischen Quellheiligtums.

## Geologie

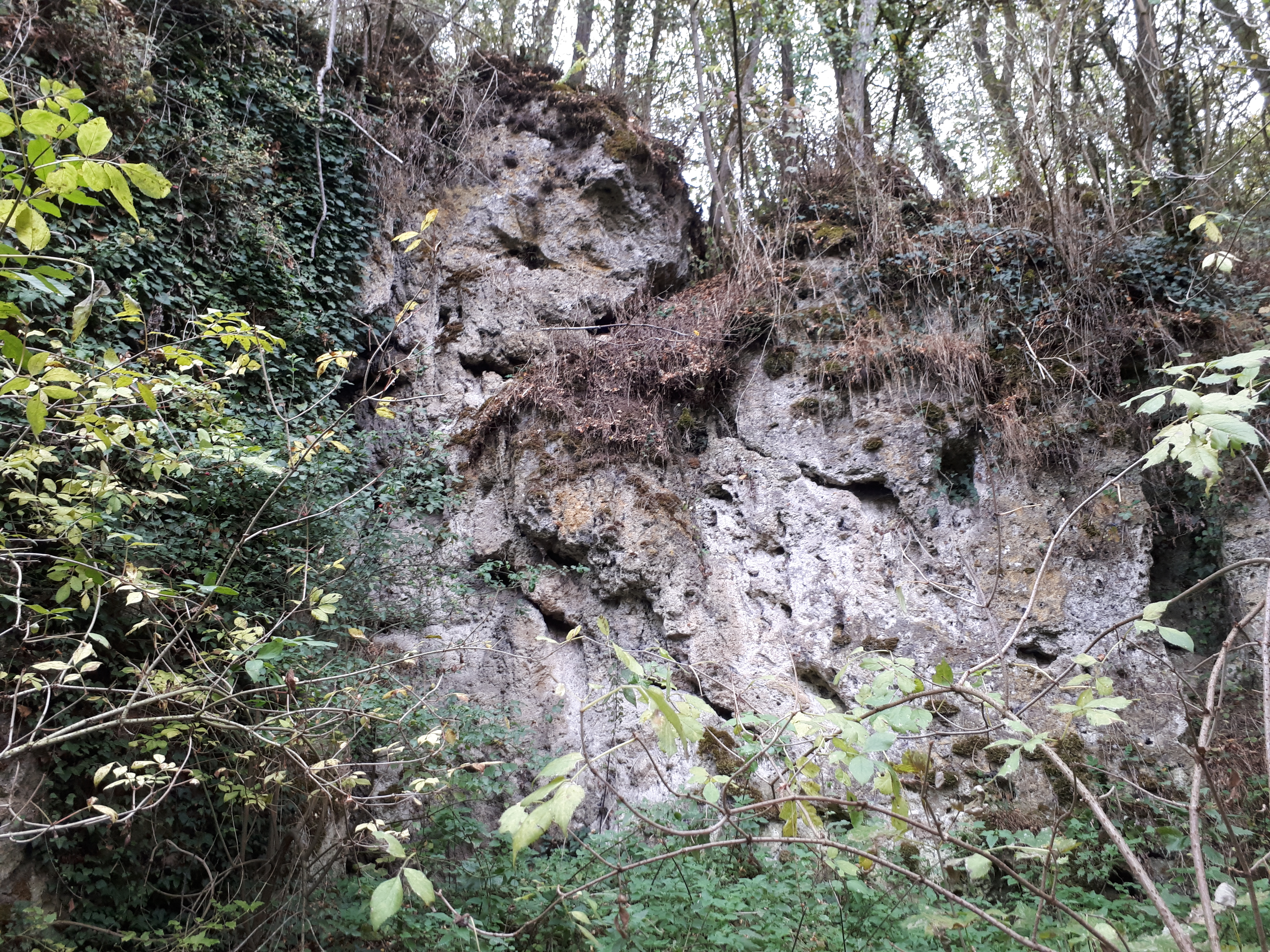
Offenliegender Teil des Sudelfelsen

Bei dem Sudelfelsen handelt es sich um einen aus Kalktuff bestehenden Felsen. Seine Entstehung ist auf das Austreten von kalkhaltigem Grundwasser an häufig wechselnden Stellen in diesem Bereich zurückzuführen. Diesem Umstand verdankt der Felsen auch seinen Namen. Der Sudelfels stellt das größte Kalksintervorkommen im Saarland dar. Er ist mehrere Meter dick und liegt am Talrand des Ihner Baches.

## Mühle am Sudelfelsen

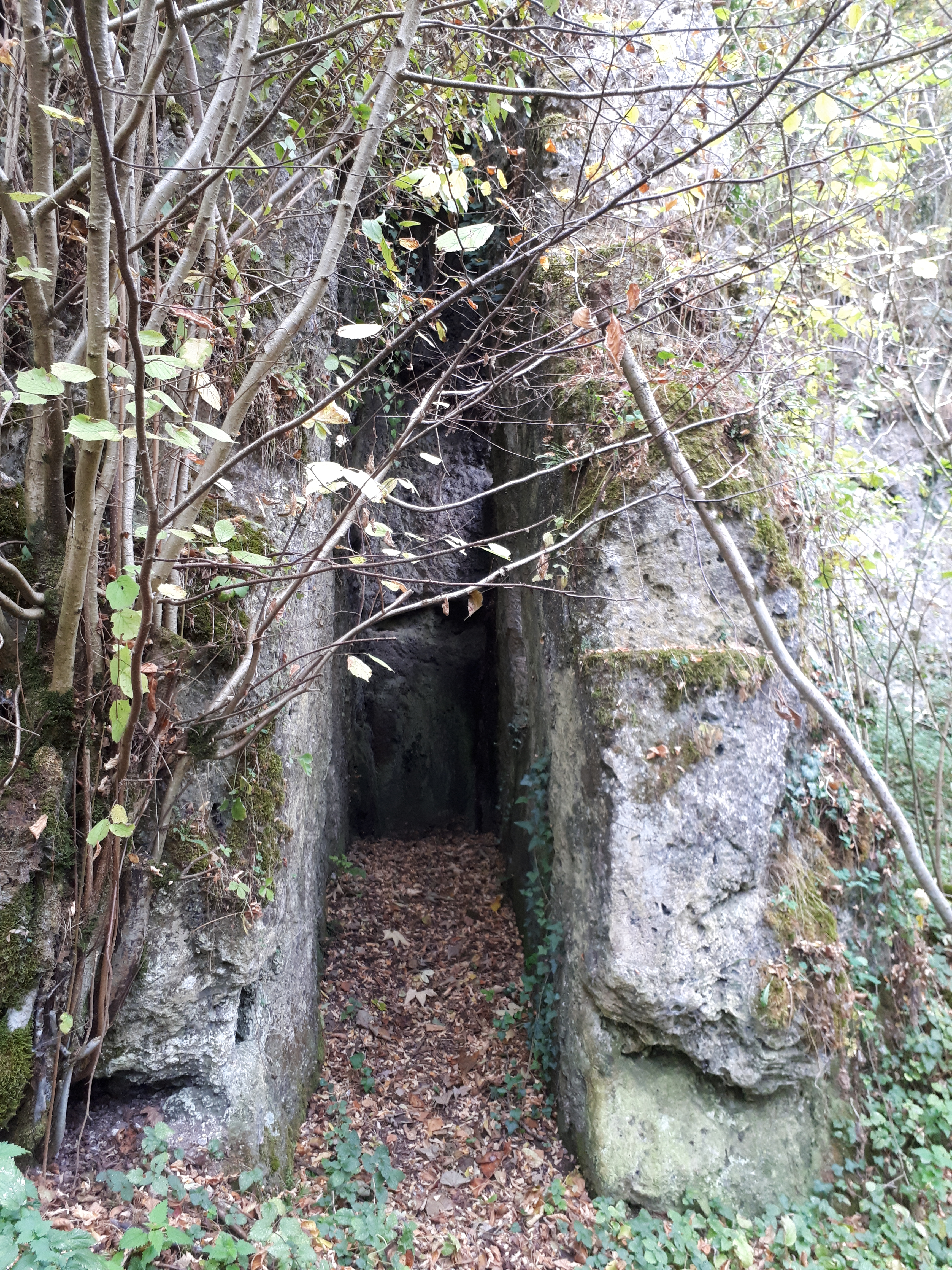
Eingang zum Felsenkeller der alten Ölmühle

Folgt man dem betonierten Weg vom Sudelfelsen nach unten, findet man die in den Felsen gehauenen Reste einer Ölmühle. Sie wurde einzig im Intelligenz-Blatt des Kreises Saarlouis von 1831 erwähnt und beschrieben. Es handelte sich um ein zweigeschossiges Gebäude mit in den Felsen eingelassenen Kellerräumen, einer Küche und zwei weiteren Zimmern. Zudem scheint ein relativ großer Bestand an Bäumen vorhanden gewesen zu sein. Das zum Betrieb des Mühlrades benötigte Wasser musste oberhalb der Mühle angestaut werden. Weitere Informationen zur Mühle sind nicht überliefert. Es dürfte sich dabei aber um die gleiche Mühle handeln, die der Pfarrer und Heimatforscher Philipp Schmitt 1850 erwähnte.

## Der Feuerreiter vom Sudelfels (Sage)
Die Sage ist im Dreißigjährigen Krieg angesiedelt:
Im dreißigjährigen Krieg kam eine Truppe berittener kroatischer Soldaten, unter der Führung eines jungen Fähnrichs, während der Verfolgung fliehender schwedischer Truppen, die von Graf Gallas geschlagen worden waren, an der Mühle am Sudelfels vorbei. Dort verlangten sie von der alten Müllerin, die dort lebte, Brot, Speck und Wein. Aber die Müllerin konnte Ihnen nur frisch gebackene Brote anbieten. Die Soldaten jedoch verspotteten sie und drohten Ihr mit dem Tod. Als die alte Frau um Gnade flehte, da sie tatsächlich nichts weiter hatte, wurde der Fähnrich so wütend, dass er der Frau einen der Brotlaibe an den Kopf warf und diese bewusstlos zu Boden sank. Danach durchsuchten die Soldaten die Mühle und brannten sie, mit der bewusstlosen Müllerin darin, bis auf die Grundmauern ab. Anschließend zogen die Soldaten weiter und verwüsteten die Siedlungen Ihn und Sermlingen. Bei Tromborn jedoch gerieten die Soldaten in einen Hinterhalt von vertriebenen Bauern und wurden alle getötet. Seit dieser Zeit ist der junge Fähnrich dazu verdammt, in manchen Nächten mit einer Fackel am Fluss entlangzureiten. Es heißt, wenn der Feuerreiter gesehen wird, drohe dem Land Not und Gefahr.
Ob es sich bei der in der Sage beschriebenen Mühle um einen Vorläufer der 1831 und 1850 erwähnten Mühle handelt, lässt sich nicht nachweisen. Allerdings beinhaltet die Sage einige historisch belegte Fakten. So gelang den kaiserlichen Truppen nach Kämpfen mit den fliehenden französischen Truppen und deren schwedischen Verbündeten unter der Führung des erwähnten Graf Gallas bei Dillingen der Saarübergang. Die französischen und schwedischen Truppen flohen in die befestigte Stadt Wallerfangen, die nach schweren Gefechten, durch Graf Gallas eingenommen wurde. Reste der französischen und schwedischen Truppen flüchteten nach der Eroberung über den Saargau. Zu den von Gallas befehligten, kaiserlichen Truppen gehörte tatsächlich auch Kroatische Reiterei, die im Heer als Söldner dienten. Infolge der Kampfhandlungen und Plünderungen wurde das Gebiet um Wallerfangen verwüstet. Das Gebiet um Wallerfangen büßte bis zum Ende des Krieges ca. 70 % seiner Bevölkerung ein.  So zählte die Gemeinde Leidingen, eine Nachbargemeinde von Ihn, 1650 nur noch 6 Haushalte.

## Gallorömisches Quellheiligtum
Bereits 1850 beschreibt der Pfarrer und Heimatforscher Philipp Schmitt die heutige Fundstelle. Ihm waren im Garten der damals dort existierenden Mühle römische Dachziegel und Scherben aus rotem Ton aufgefallen. Während Bauarbeiten zu einer Wasserleitung stieß man dann im Jahr 1903 auf Mauerreste. Das damals zuständige Provinzialmuseum Trier ließ daraufhin eine Ausgrabung durchführen. Bei dieser Grabung wurden die Grundrisse zweier Tempel sowie Teile einer Mauer freigelegt. Die Ausgrabungsstelle wurde allerdings nach einiger Zeit wieder mit Erdreich bedeckt.
Erst zwischen 1981 und 1984 fanden erneut systematische Grabungen zur wissenschaftlichen Erforschung unter der Leitung von Dr. Hermann Maisant statt. Teile der Anlage wurden im Anschluss rekonstruiert.

### Die Anlage
Zentrum der Anlage ist ein kleiner Tempelbezirk, der nach Norden, Süden und Westen durch eine Mauer vom Rest der Anlage abgegrenzt wird. Er umfasst insgesamt vier nebeneinanderliegende Gebäude. Im Norden ein kleiner quadratischer Bau, danach ein rechteckiger Bau und ein achteckiger Bau und im Süden der Brunnen (Nymphäum) mit einer sechseckigen Einfassung und einem aus einem Sandsteinblock bestehenden Becken. Auf den Mauern des Brunnens standen ebenfalls Säulen, die ein Dach trugen. Der Bereich vor den Gebäuden war zum Teil mit Platten ausgelegt. Da das kleine, quadratische Gebäude nur einen Innenraum von 1 m2 besitzt, wird davon ausgegangen, dass hier eine Statue stand. Die Mauern des achteckigen Baus neben dem Brunnen trugen Säulen mit einem Dach. Vor diesem Bau liegt, in Originallage, ein Quader aus Kalksinter auf einem Fundament. Es wird davon ausgegangen, dass Quellwasser unter dem Fundament abgeleitet wurde. Das Wasser wurde über eine Holzleitung unter das Becken des Brunnens geleitet, von wo es durch ein Loch nach oben in das Becken austrat.

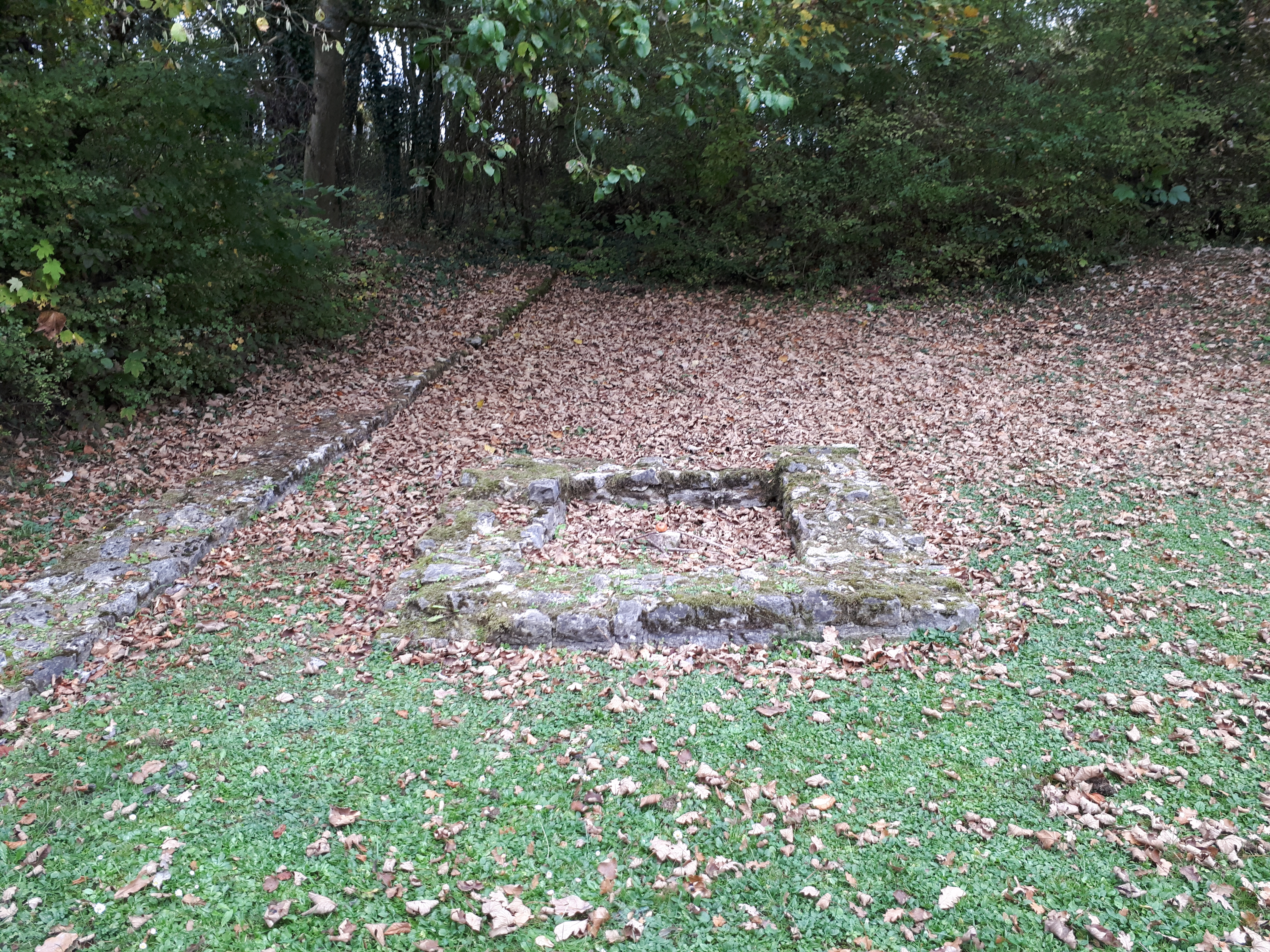
Quadratischer Bau
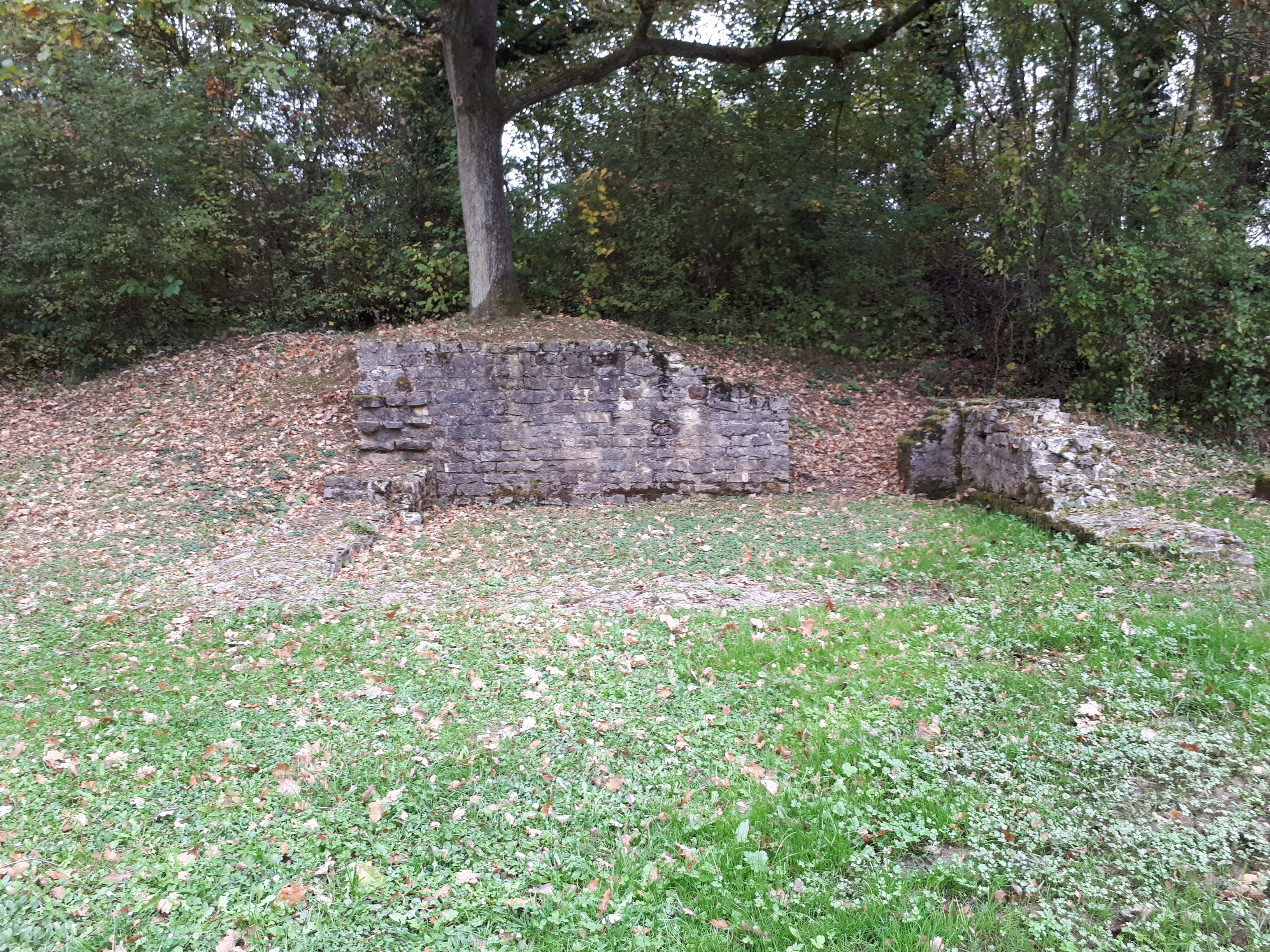
Rechteckiger Bau
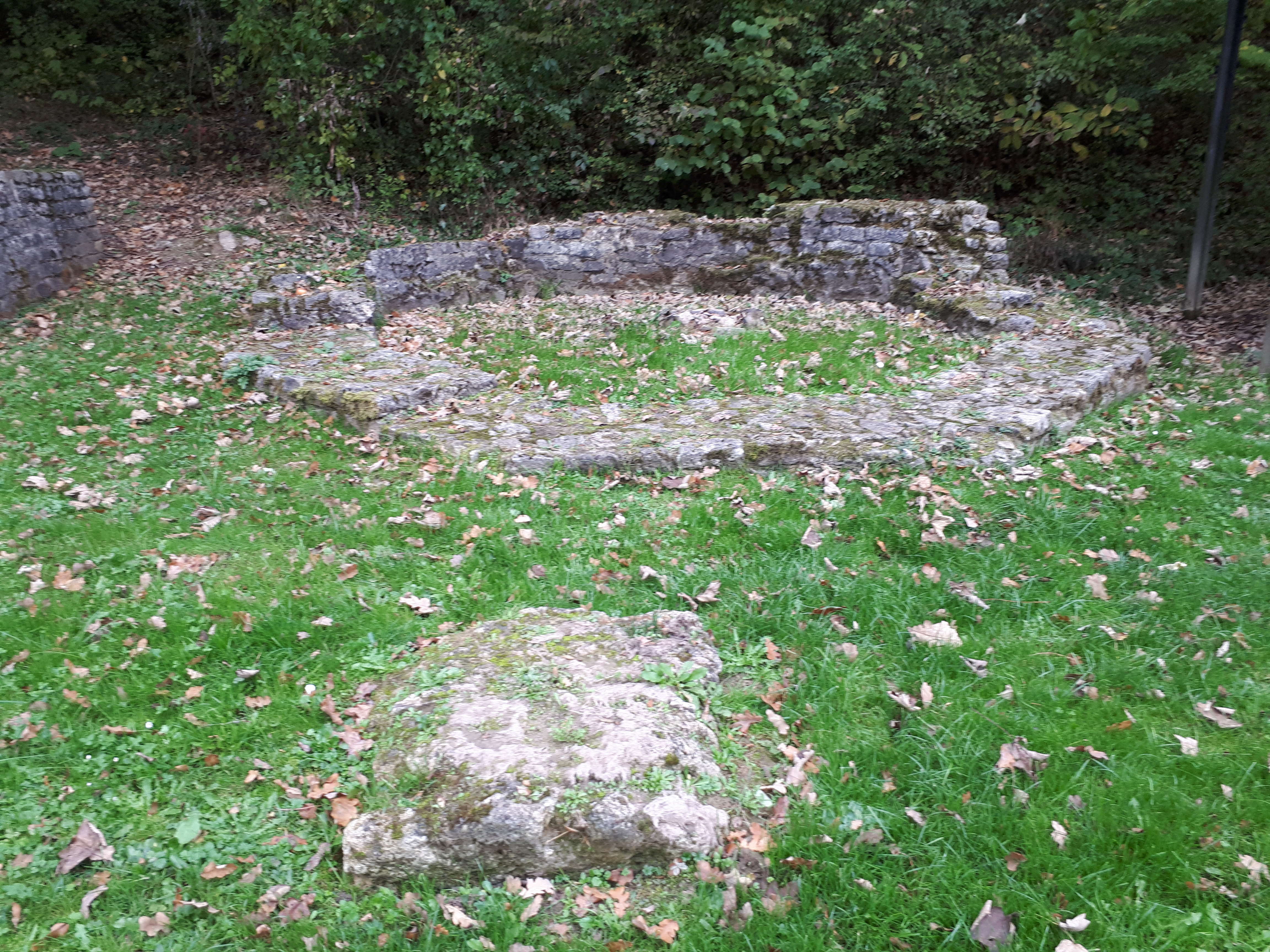
Achteckiger Bau und Quader aus Kalksinter
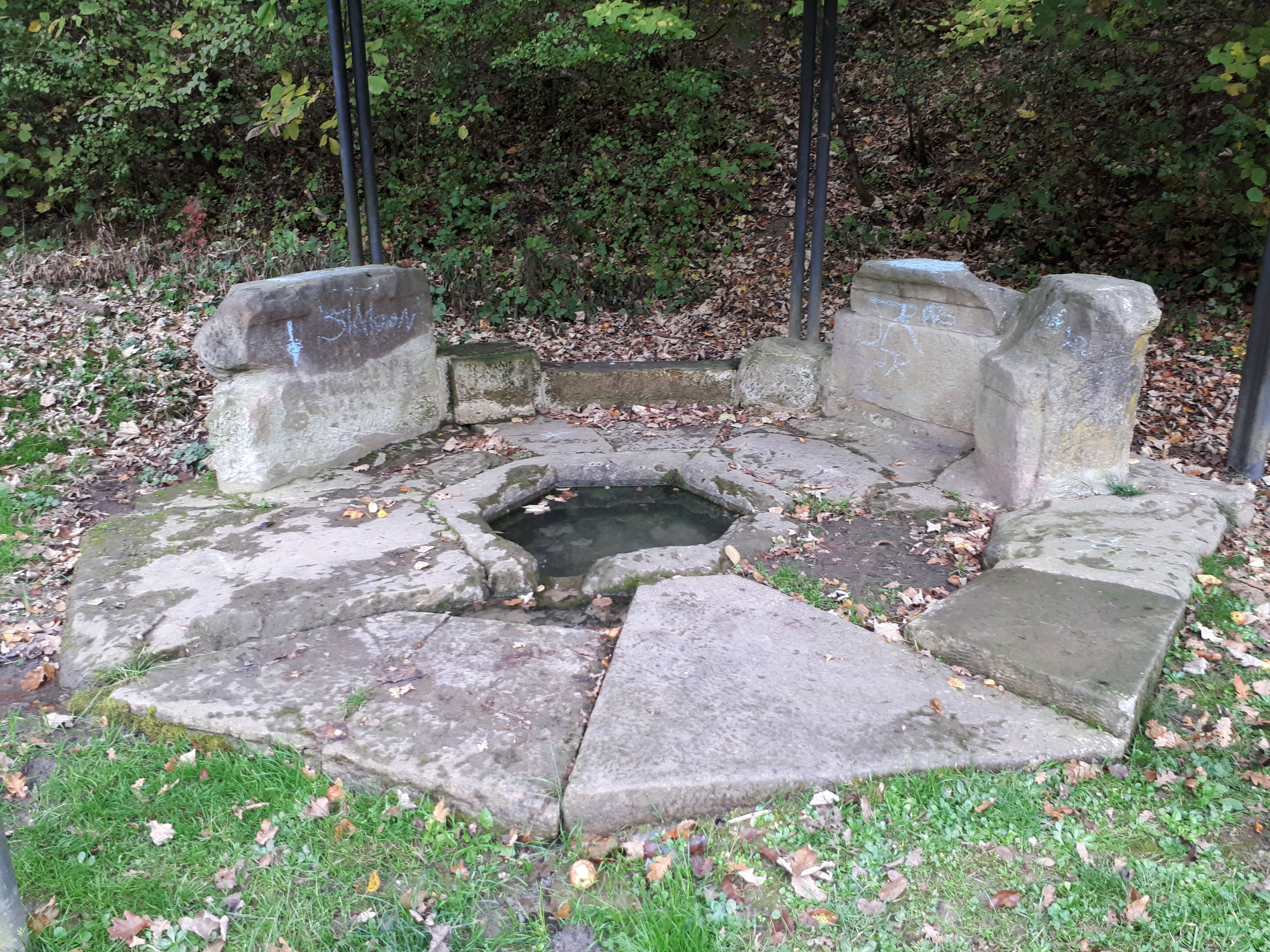
Nymphäum

Im Süden der Tempelanlage wurden die Reste eines Gutshofes (Villa rustica) mit Kaltbad (Frigidarium) freigelegt. Das Gebäude verfügte über eine Heizungsanlage (Hypokaustum) mit der Boden und Wände geheizt werden konnten. Die Entwässerung des Bades erfolgte über ein Rohr nach außen. Der Gutshof wurde über eine Leitung aus Steinplatten mit Wasser der Quelle versorgt. Im Norden des Tempelbezirkes wurden die Grundmauern weitere Gebäude ausgegraben. Dabei handelt es sich um zum Hof gehörige Wirtschaftsgebäude. Die Anordnung des Tempelbezirkes, des Gutshofes und der Wirtschaftsgebäude lässt an der Zusammengehörigkeit keinen Zweifel.

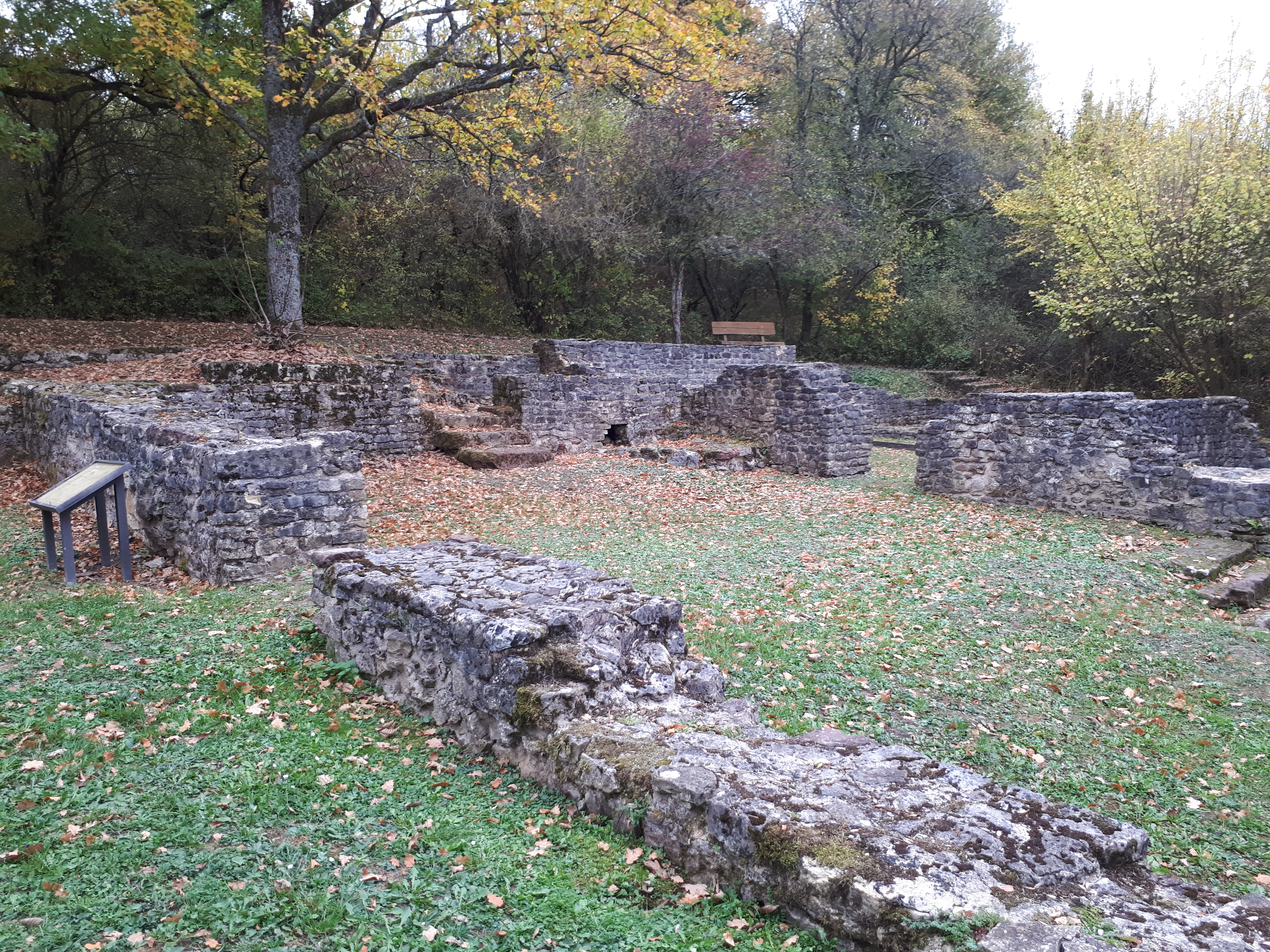
Villa rustica
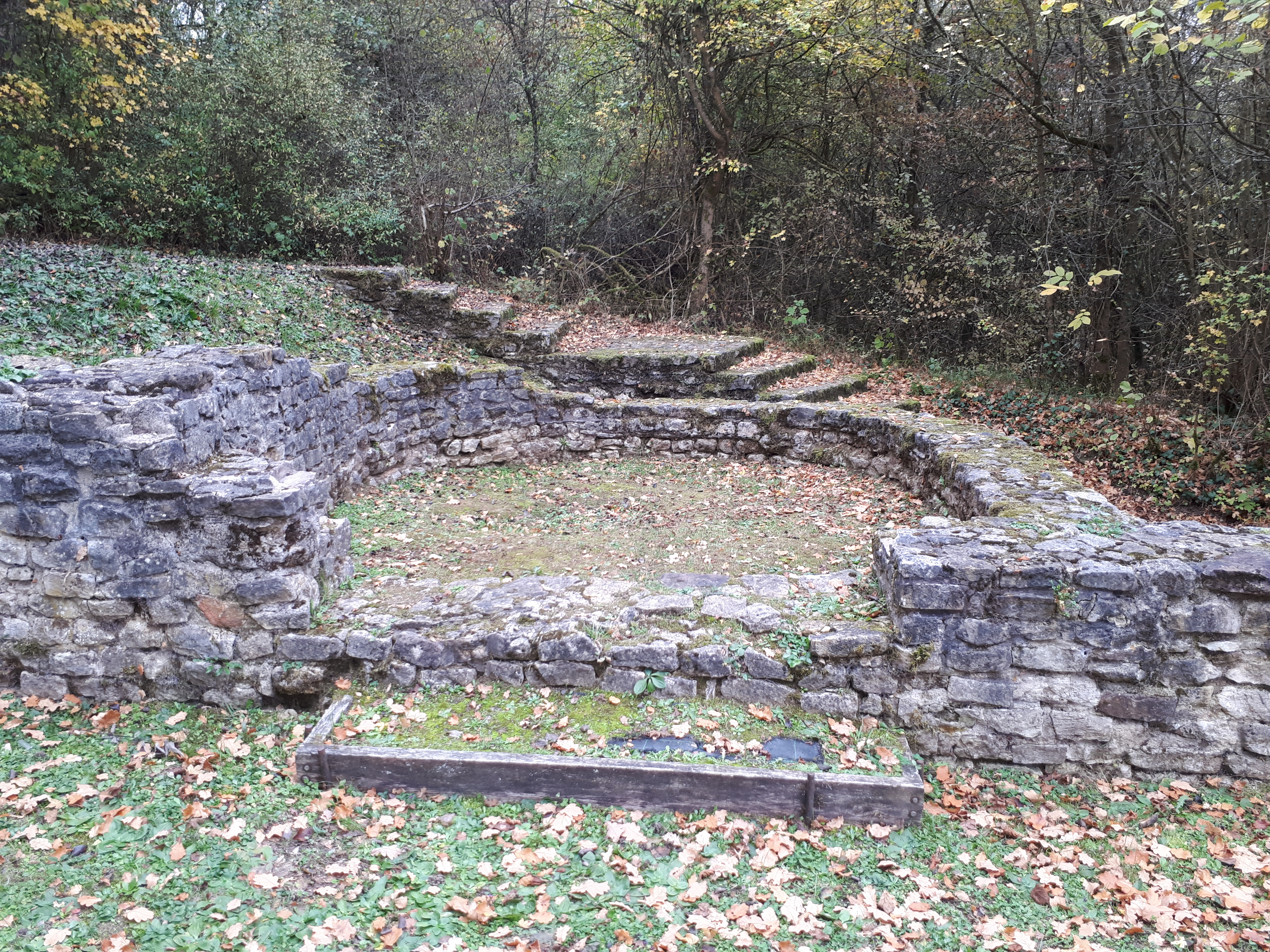
Frigidarium
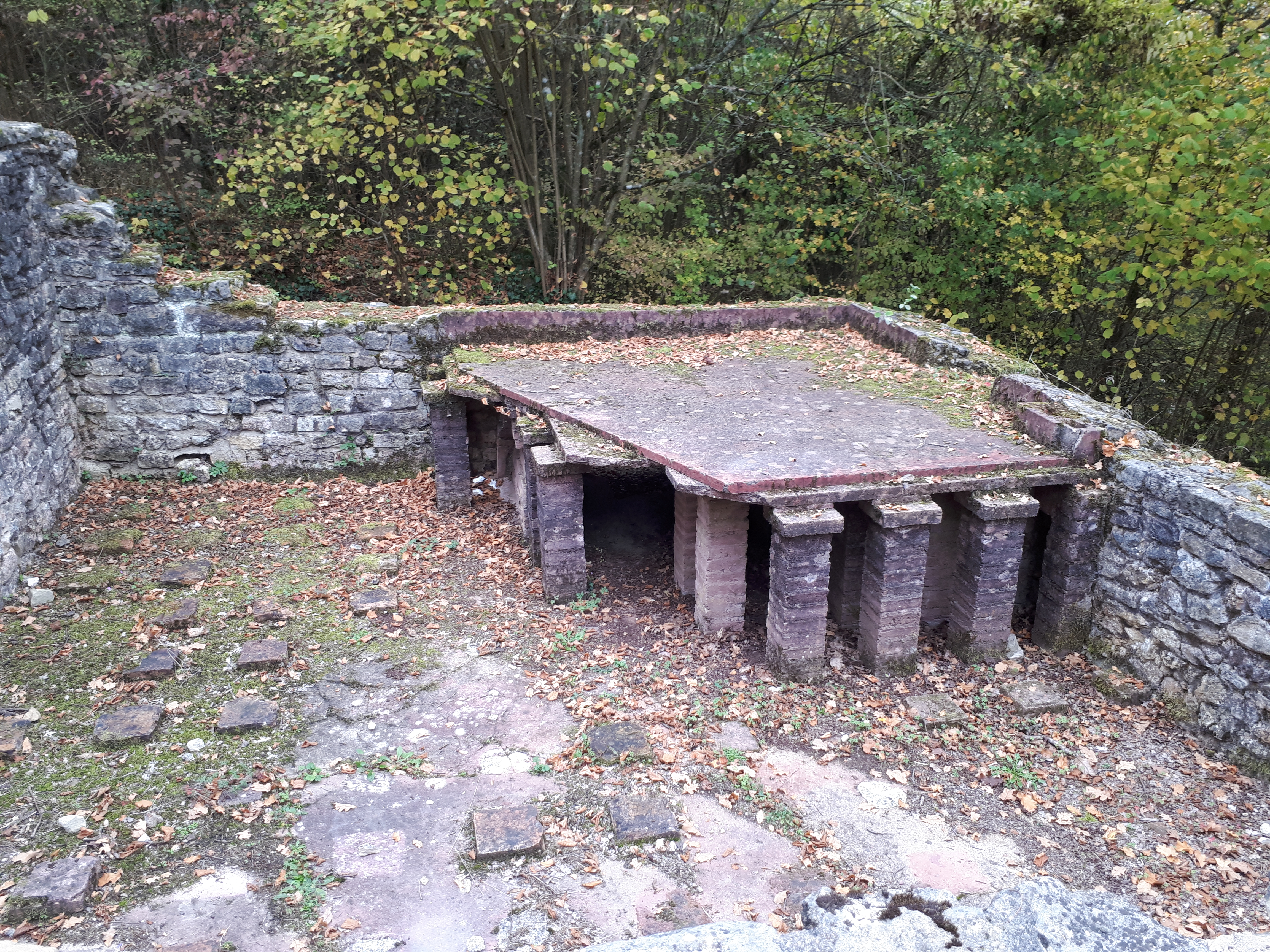
Hypokaustum
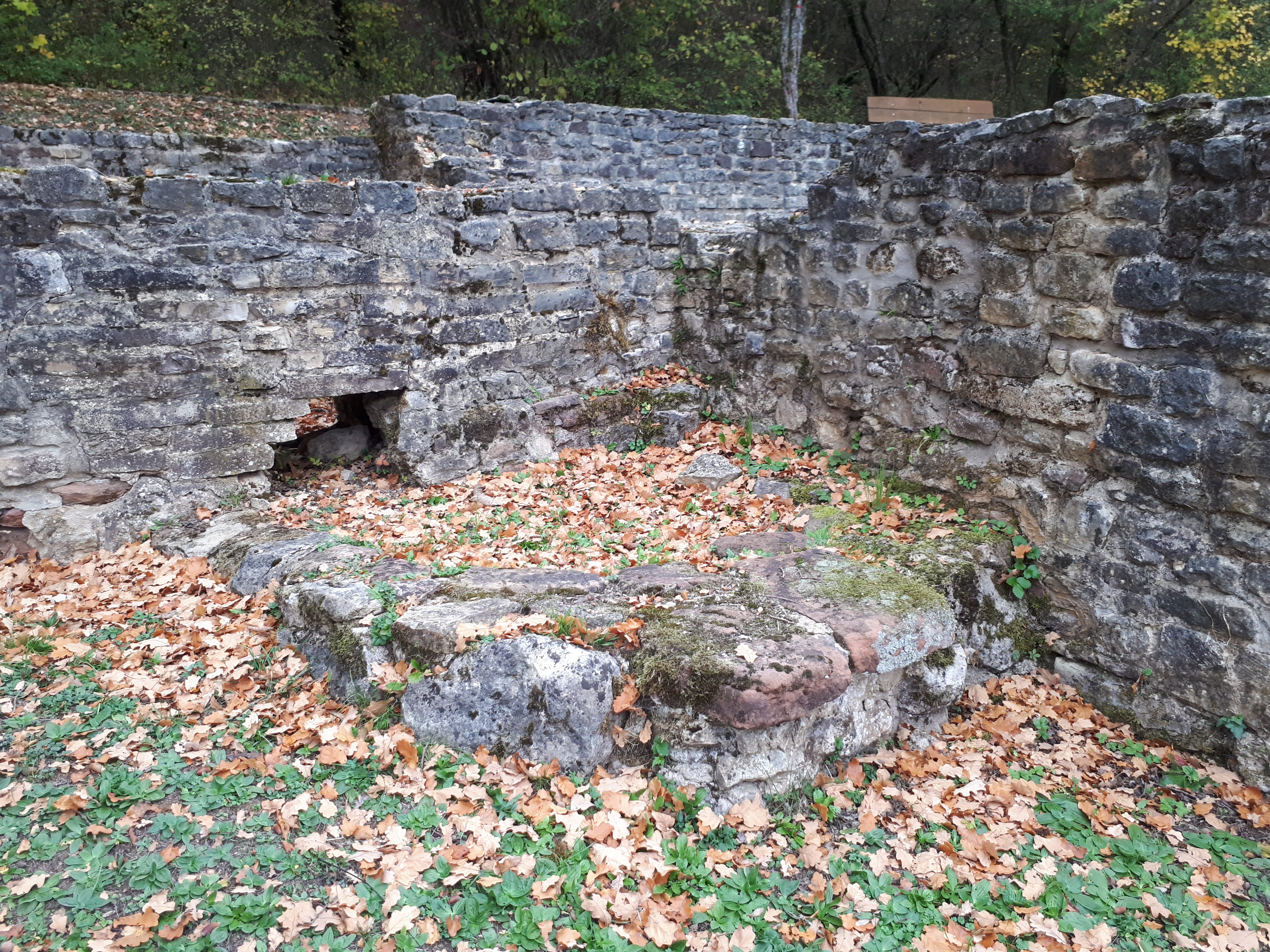
Kochstelle
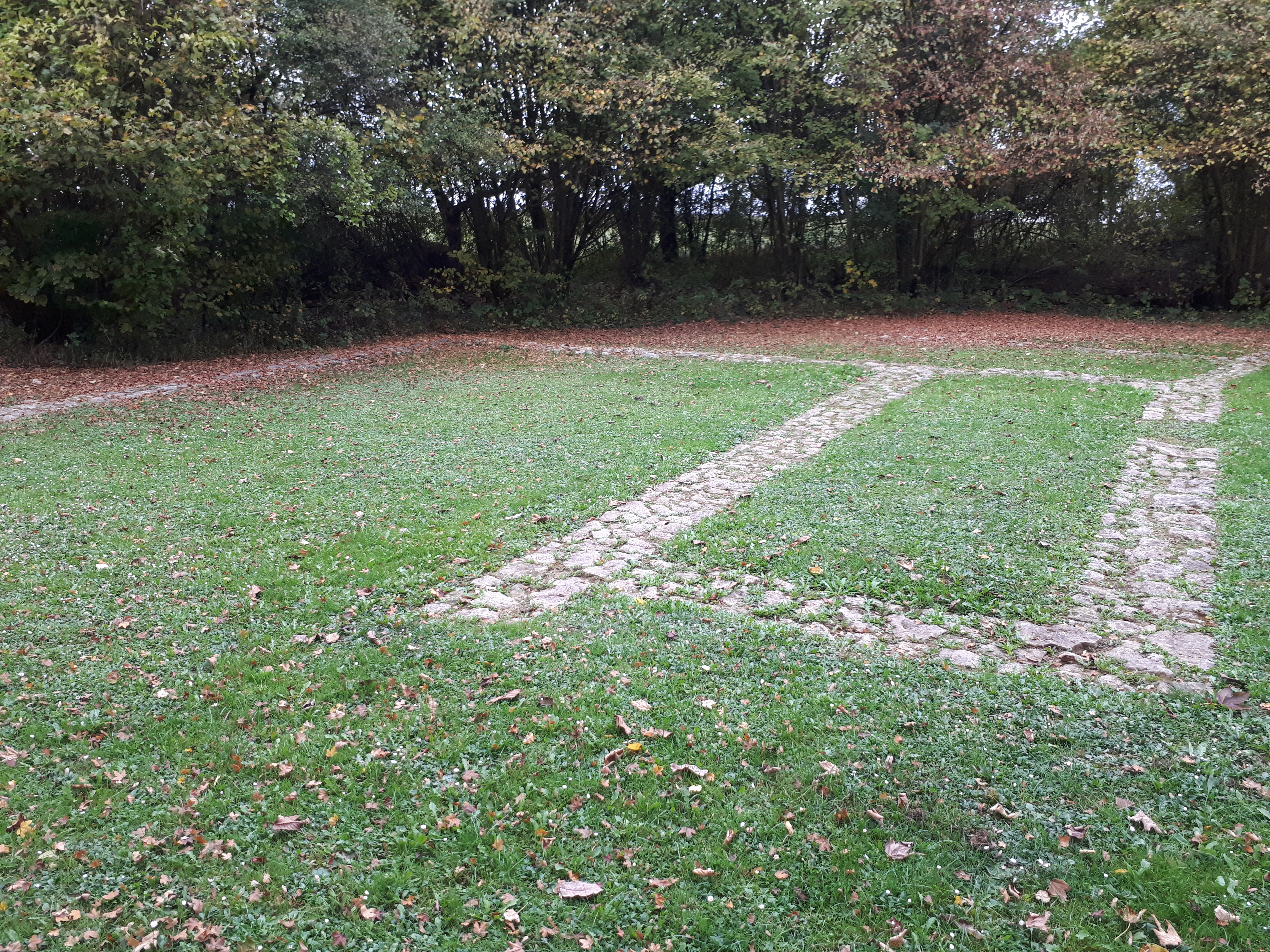
Wirtschaftsgebäude

Die Größe der Anlage weist darauf hin, dass das Quellenheiligtum überregionale Bedeutung gehabt haben muss.

### Datierung und Nutzungsdauer des Quellheiligtums
Anhand zahlreicher Münzfunde konnte die Nutzung der einzelnen Bereiche bestimmt werden. So wurde ein 1. Heiligtum, bestehend aus dem Brunnen, dem achteckigen Tempel und wahrscheinlich auch dem Rechteckbau auf das frühe 1. Jahrhundert n. Chr. datiert. Der Gutshof, die Wirtschaftsgebäude und der quadratische Tempel kamen erst später hinzu. Eine Untersuchung der Steindenkmäler und die Tatsache, dass das Aufstellen von Weihesteinen und Statuen als Votivgabe in diesem Zeitraum üblich war, ergab eine Datierung der Nutzungsdauer zwischen der 2. Hälfte des 2. Jahrhunderts bis in die erste Hälfte des 3. Jahrhunderts n. Chr.
Die dendrochronologische Untersuchung der Holzleitung, die den Brunnen mit Wasser versorgte, erbrachte, dass das Holz von einer Eiche stammt, die im Jahr 267 n. Chr. geschlagen wurde.

### Im Quellheiligtum verehrte Götter
Rom wendete in seinen eroberten Gebieten die sogenannte Interpretatio Romana an. Das heißt, lokale Gottheiten wurden römischen Gottheiten gleichgesetzt und assimiliert. Die Römer wendeten diese Vorgehensweise an, um den Religionsfrieden in den besetzten Gebieten zu wahren. Im römisch besetzten Gallien gab es allerdings auch das keltische Gegenstück, die sogenannte Interpretatio Celtica, mit der die Kelten römische Gottheiten ihren Gottheiten gleichsetzten und assimilierten.
Aufgrund ihrer Darstellung und ihrer Attribute sowie anhand der gefundenen Weihealtäre, Skulpturen und Inschriften auf Weihetafeln konnten drei Göttinnen und drei Götter identifiziert werden, die im Quellheiligtum von Kelten und Römern verehrt wurden:
- Apollo und die ihm gleichgesetzte keltische Göttin Sirona
- Merkur und die ihm gleichgesetzte keltische Göttin Rosmerta
- Minerva
- Jupiter

### Funde
Bei den Ausgrabungen wurde der Frauentorso einer Statue entdeckt, um deren Arm sich eine Schlange windet. Dieser Torso wurde als Darstellung der keltischen Göttin Sirona identifiziert. Nach dem Fund wurde der Brunnen nach ihr Sirona-Brunnen benannt.
Die größte Gruppe von Funden stellen Kleinfunde dar, die überwiegen aus zahlreichen Schmuckstücken und 700 Münzen bestehen. Diese wurden als Votivgaben den Göttern geopfert. Die Münzen wurden überwiegend im Tempelbezirk gefunden.  Daneben wurden 30 Bruchstücke von Statuen aus Kalk- und Sandstein, Weihetafeln und Weihealtäre, die als Votivgaben aufgestellt wurden, ausgegraben. Interessant ist, dass die Votivinschriften nur auf der Vorderseite zu lesen sind, was bedeutet, dass sie an einer Wand gestanden haben. Ebenfalls sind Votivinschriften mit einigen Namen der Weihenden fragmentarisch erhalten. Die Votivinschriften nennen in den meisten Fällen zuerst den angerufenen Gott oder die Göttin. Anschließend wird der Name des Weihenden genannt. Sie enden mit der lateinischen Formel VSLM (votum solvit libens merito: er/sie löste das Gelübde gerne dankbar ein). Folgende Namen von Weihenden sind erhalten:
- Messor (zusätzlich der Hinweis, dass dieser ein libertus, also ein freigelassener Sklave war)
- Lucius Geminius Similis (zusätzlich der Hinweis, dass dieser ein Arzt war)
- Gi . . .mius Rufinus
- Silvinius Adiuto
- Silvinius Iunianus

Die Funde befinden sich in der Staatlichen Altertümersammlung beim Landesdenkmalamt in Landsweiler-Reden, im Museum für Vor- und Frühgeschichte in Saarbrücken, im Kreisheimatmuseum Dillingen-Pachten und im Historischen Museum Wallerfangen.

### Fränkische Gräber
Bei den Ausgrabungen wurden vor dem Eingang des Gutshofes ebenfalls zwei Gräber freigelegt. Durch die Ausführung der Gräber, sowie den Funden in den Gräbern, konnten diese als fränkische Gräber identifiziert werden. Anthropologische Untersuchungen ergaben, dass es sich bei einem Skelett um einen zwischen 50 und 70 Jahre alten Mann gehandelt hat.